# Zadunayivka
Zadunayivka  (ucraniano: Задунаївка) es una localidad del Raión de Bolhrad en el Óblast de Odesa de Ucrania. Según el censo de 2001, tiene una población de 2025 habitantes, 1610 habitantes (2025).